# Сумо

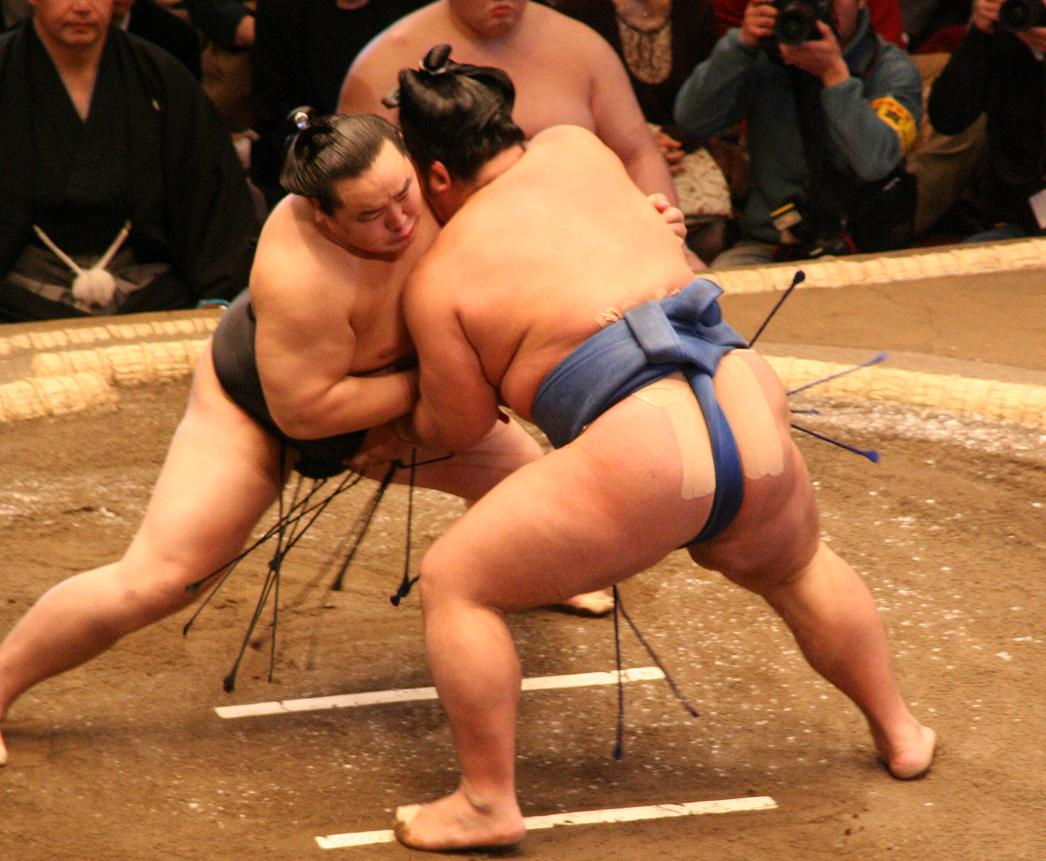
Схватка (тори-куми) между ёкодзуна Асасёрю и комусуби Котосёгику (Япония, 2008).

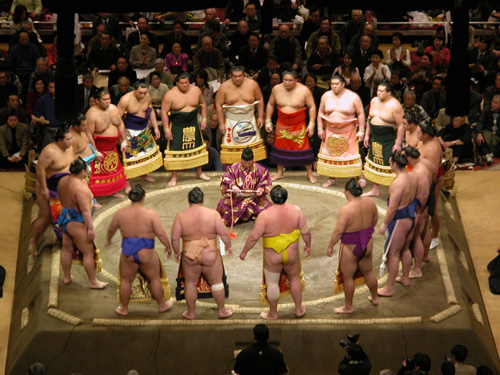
Борцы сумо на церемонии общего выхода на ринг-дохё вокруг судьи-гёдзи. Сентябрь 2005 года.

Сумо́ (яп. 相撲) — вид единоборств, в котором два борца выявляют сильнейшего на круглой площадке (дохё). 
Родина этого вида спорта — Япония. Японцы относят сумо к боевым искусствам. Традиция сумо ведётся с древних времён, поэтому каждый поединок сопровождается многочисленными ритуалами.
Япония является признанным центром сумо и единственной страной, где проводятся соревнования профессиональных рикиси. В остальном мире существует только любительское сумо.
Современное профессиональное сумо сочетает в себе элементы спорта, единоборства, шоу, традиций и бизнеса.

## История

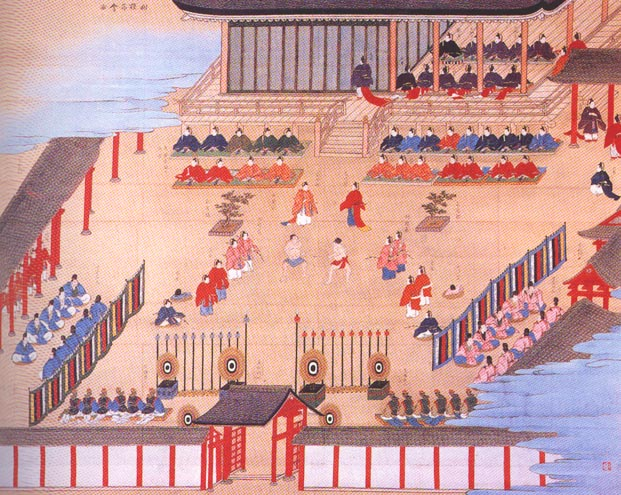
Придворное сумо

Первое письменное упоминание о сумо встречается в «Кодзики» («Записях древних дел»), книге, датированной 712 годом, являющейся древнейшей дошедшей до нас японской летописью и старейшим источником японской письменности. Согласно приведённой там легенде, 2500 лет назад боги Такэмикадзути и Такэминаката схватились в поединке сумо за право владеть Японскими островами. По преданию в первом поединке победу одержал Такэмикадзути.
Сумо упомянуто в старинных японских текстах, датированных VIII веком, под названием сумаи. В дополнение к своему основному предназначению, сумо ассоциировался с ритуалом религии Синто. По сей день в некоторых монастырях можно увидеть ритуальную схватку человека и Бога.
Сумо было важным ритуалом императорского двора. Представители всех провинций должны были участвовать в соревновании при дворе. Известна также роль сумо в боевой подготовке. Параллельно с храмовым и придворным, существовало и уличное, народное, площадное сумо, поединки силачей или просто горожан и крестьян на собственную потеху и забаву толпе. Существовали различные борцовские забавы, сходные с сумо, в весёлых кварталах, такие, как поединки женщин (часто с похабными борцовскими именами) и слепых, комическая борьба и тому подобное. Уличное сумо неоднократно запрещалось, потому что уличные схватки иной раз перерастали в массовые потасовки и городские беспорядки. Женское сумо тоже подвергалось ограничениям и практически исчезло к началу XX века, сохранившись только как редкий храмовый ритуал и на любительском уровне.
Считается, что современная площадка для сумо — дохё, появилась около XVI века, однако форма и размер дохё менялись со временем. Так, часто обычной формой был квадрат.
Правила сумо сложились в эпоху Хэйан (794—1185 гг.). Запрещалось хватать друг друга за волосы, пинать и бить в голову.

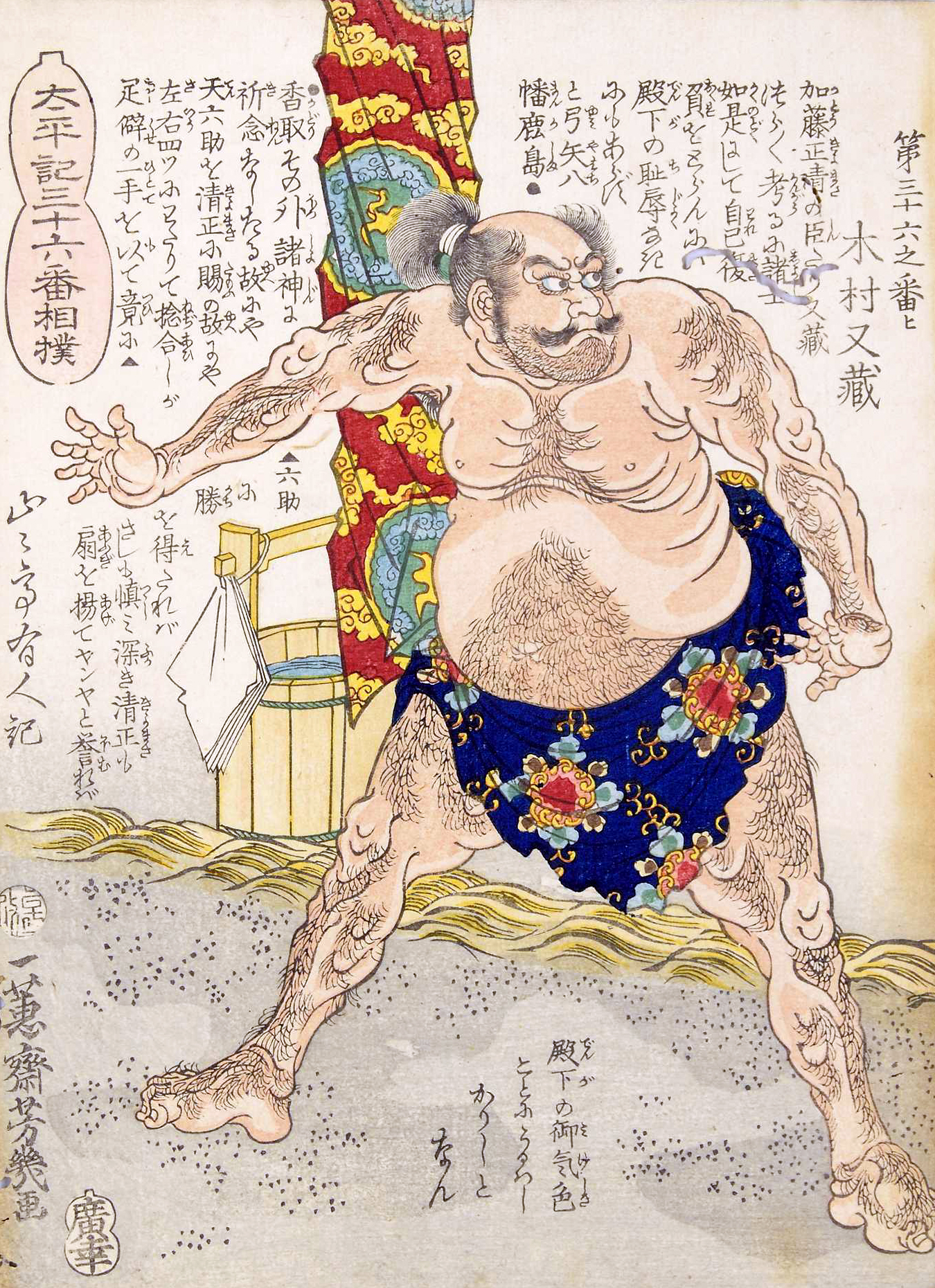
Борец сумо Кимура Матацу. Ксилография Утагава Ёсиику.

К XVII веку сложились оформились две основные разновидности сумо: кандзин-сумо и цудзи-сумо. Первое было так называемым благотворительным сумо. Его устраивали в крупнейших городах под контролем императорских чиновников, сёгунов и крупнейших феодалов. Борцы из объединений, возникавших в крупнейших городах, принимали участие в фестивалях в синтоистских святилищах. Средства от благотворительного сумо шли на развитие городов и регионов Японии. В противовес благотворительному сумо начало активно развиваться цудзи-сумо (буквальное значение — «сражение на углу улицы»). Это было то самое народное сумо, которое стало очень популярным из-за того, что многие ронины (коих стало много в период сёгуната Токугава) подавались в уличную борьбу. «Уличные» борцы также стали объединяться в группы, организовывали подобия бродячих цирков, совершая туры по провинциями и городам, и показывая своё искусство за деньги. В уличном сумо нередки были конфликты и споры за обладание выигранными деньгами, доходило до жестоких схваток и даже смертей. К тому же, деньги уличных борцов не поступали в казну. В результате, в 1648 году при Токугаве Иэмицу уличное сумо было запрещено, а допустимым осталось только кандзин-сумо, устраиваемое в рамках синтоистских фестивалей.
После этого организация турниров по сумо перешла к влиятельнейшим феодалам даймё, которые организовывали в своих владениях схватки и турниры и получали с них доход. Во владениях даймё стали возникать объединения борцов, судей и тренеров. В крупнейших городах — Эдо, Осаке, Нагое и других были созданы полноценные сумоистские организации, конкурировавшие между собой и ведущие собственные турниры и рейтинги. Крупнейшей и самой влиятельной из них считалась Ассоциация сумо города Эдо (впоследствии — города Токио). В конце XIX века оставались лишь две конкурирующие сумоистские ассоциации — Токийская и Осакская. В 1925 году на основе Токийской была создала Ассоциация сумо Большой Японии (ныне — Японская ассоциация сумо).
Известно, что по меньшей мере с XVIII века профессиональные борцы сумо стали организовывать  Следы подобной практики сохраняются, так, турнирные списки борцов по-прежнему содержат фразу о храмовом дозволении на выступления, и по-прежнему практикуются туры по провинциями в промежутки времени между основными турнирами года. Самоорганизация борцов, тренеров и судей породила бойцовские ассоциации. К 1925 году после череды расколов и слияний осталась только одна ассоциация - токийская, которая стала считаться всеяпонской (ныне — Японская ассоциация сумо). К 1927 году осакская ассоциация полностью влилась в состав всеяпонской. После этого в руках ассоциации было сосредоточено профессиональное сумо (так называемое одзумо).

### Дворец сумо
Дворец Рёгоку Кокугикан в Токио ― центр японского сумо. Нынешний дворец сумо был построен в 1985 году, но залы сумо Кокугикан имеют более чем столетнюю историю. Впервые это название было использовано для арены сумо, устроенной на территории храма Рёгоку-Экоин в 1909 году. Во времена Эдо сборы от турниров сумо шли на общественные нужды (например, строительство и ремонт храмов). Сначала турниры проводились в храмах Курамаэ-Хатиман, Фукагава Хатиман, Сиба-Дзинмэй, но с конца XVIII века всё чаще стали проводиться на территории храма Рёгоку-Экоин. Первый турнир здесь состоялся в 1768 году, а начиная с октября 1833 года Рёгоку-Экоин стал постоянной площадкой для регулярных, проводившихся дважды в год, весенних и осенних турниров сумо. На месте первого Кокугикан в храме Экоин воздвигнут (1935) мемориальный камень. Мемориал, созданный в дань памяти сумоистам прошлого, стал местом где начинающие борцы молятся об успехах на пути постижения искусства традиционной японской борьбы. 
Поскольку схватки борцов проводились под открытым небом, нередко из-за плохой погоды традиционно десятидневные турниры растягивались на месяц и более. Чтобы избежать зависимости от погоды, было принято решение о строительстве крытого павильона. Первый дворец сумо Кокугикан, выстроенный в европейском стиле, стал достопримечательностью Токио, однако здание впоследствии дважды уничтожалось пожарами, один из которых был вызван Великим землетрясением Канто (1923). Всякий раз Кокугикан отстраивали заново. В марте 1945 года оно вновь было сожжено в результате бомбардировок Токио. После очередного восстановления здание конфисковали оккупационные войска. После этого некоторое время турниры проводились во внешнем саду храма Мэйдзи-Дзингу.
Планирование строительства дворца сумо в Курамаэ было начато в 1940 году, но строительство смогло начаться только в послевоенное время (1949). В 1953 году, ещё до полного завершения строительства, здесь прошёл первый турнир сумо. Строительство Курамаэ-Кокугикан было полностью завершено в 1954 году. Здание дворца, выстроенного в японском стиле, являлось основным местом проведения турниров вплоть до 1984 года. Затем в 1984 году был закончен новый дворец сумо, Рёгоку Кокугикан, выстроенный по последнему слову техники. Традиционный помост и навесная крыша над ним могут убираться автоматически. Сейсмостойкость здания позволяет выдержать землетрясение с магнитудой превышающей масштаб Великого землетрясения Канто.

## Основные сведения

### Площадка для борьбы
Площадка для борьбы сумо представляет собой квадратный помост в 34—60 см высотой, называемый дохё. Дохё сделан из утрамбованной глины особого сорта и покрыт сверху тонким слоем песка. Поединок проходит в круге диаметром в 4,55 м (15 сяку), границы которого проложены особыми плетёнками из рисовой соломы (т. н. «тавара»). В центре дохё расположены две белые полосы, обозначающие стартовые позиции борцов. Песок вокруг круга («змеиный глаз») перед поединком борцов аккуратно и тщательно разравнивается длинными вениками, чтобы по следам на песке можно было достоверно определить, коснулся ли один из соперников земли за пределами круга. На боках дохё в глине в нескольких местах сделаны ступеньки, чтобы борцы и гёдзи (судьи) могли на него подняться.
Сама площадка и множество окружающих её предметов полны синтоистскими символами: песок, который покрывает глиняный дохё, символизирует чистоту; бросаемая соль символизирует очищение, изгнание злых духов; навес над дохё (яката) выполнен в стиле крыши в синтоистском святилище.
Четыре кисточки на каждом углу навеса представляют четыре сезона: белая — осень, чёрная — зиму, зелёная — весну, красная — лето. Пурпурные флаги вокруг крыши символизирует дрейф облаков и смену сезонов. Судья (гёдзи), в числе прочих обязанностей, играет роль синтоистского священнослужителя.
Вход на дохё для женщин по древней традиции запрещён.
Тренировочные дохё сделаны схожим образом, но круг расположен вровень с полом. Для них тоже проводится церемония очищения.
В любительском сумо дохё — просто обозначенный круг, не обязательно расположенный на возвышении. Запрет для женщин не соблюдается, существует и женское любительское сумо.

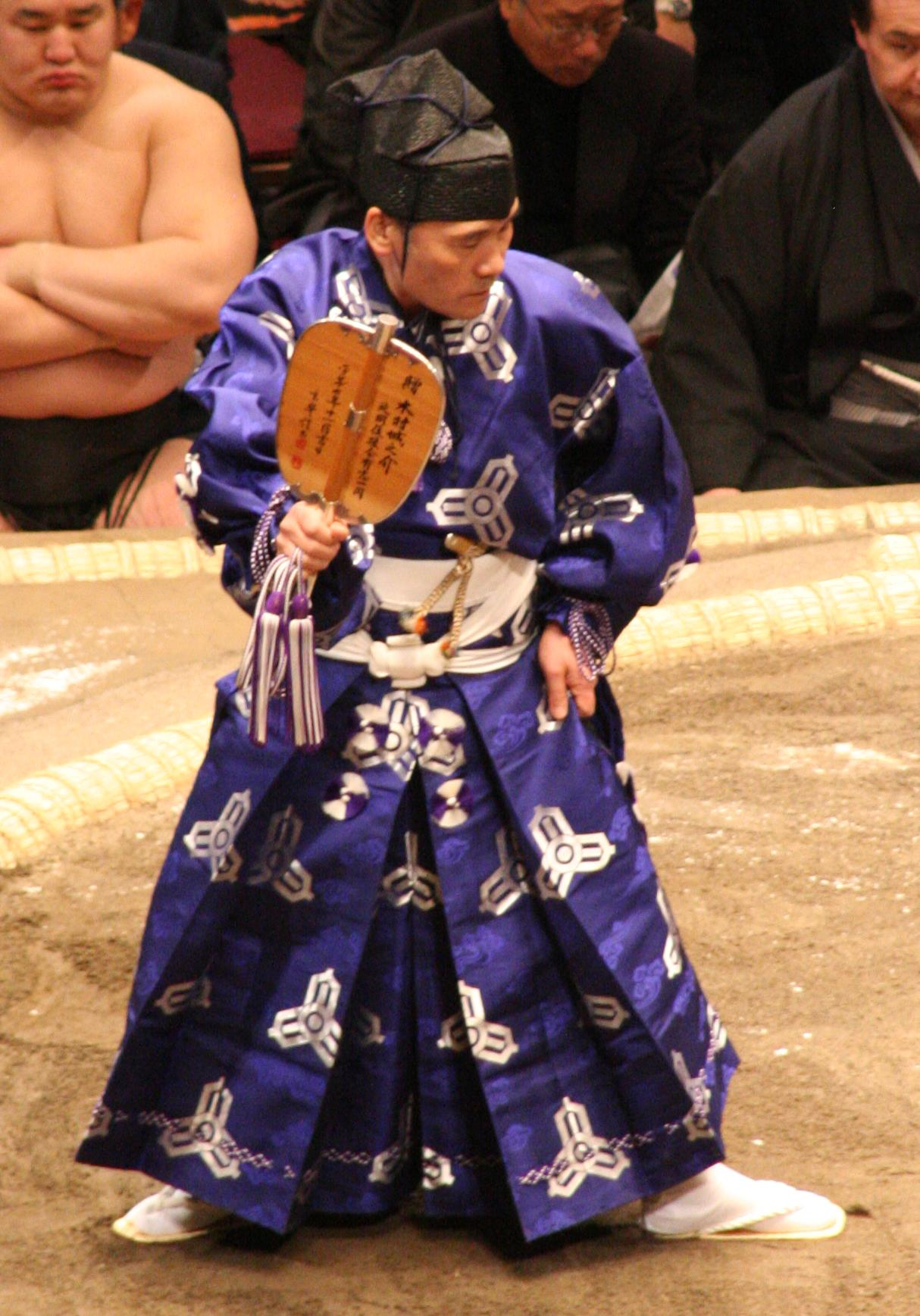
Гёдзи Кимура Сёносукэ

### Одежда и причёска
Единственная одежда на борце во время поединка — специальный пояс, называемый «мава́си». Это плотная широкая тканевая лента длиной 9 метров и шириной 80 см. Маваси обматывается, как правило, в 5 оборотов вокруг голого тела и между ног, конец пояса закрепляется за спиной узлом. Размотавшийся маваси ведёт к дисквалификации борца. У борцов высокого уровня маваси шелковый. К поясу подвешиваются свисающие украшения — «сагари», не выполняющие никакой иной функции, кроме декоративной. На турнире, у борцов низших дивизионов маваси всегда серый, старших — тёмных оттенков, хотя старшие борцы иногда не соблюдают эту традицию. У борцов двух высших дивизионов есть ещё один, специальный, пояс кэсё-маваси (яп. 化粧回し, 化粧廻し кэсё:маваси), внешне напоминающий украшенный шитьём передник, у каждого — на свой лад, который используется только при ритуалах. Обладатели высшего звания ёкодзуна носят во время ритуалов ещё особым образом сплетённую верёвку (цуна или симэнава). В любительском сумо маваси часто носят поверх плавок или шорт.
Волосы собираются в особый традиционный пучок на макушке, в двух высших дивизионах прическа выполняется существенно более сложно. Помимо красоты, такая прическа обладает свойством смягчать удар по темени, возможный, к примеру, при падениях головой вниз.
Одежда и причёска борцов строго регламентируется и вне соревнований. Предписания очень сильно зависят от уровня борца. Как правило, предписываемые в обыденной жизни борцам одежда и причёска — традиционные. Оформление причёсок требует особого искусства, практически забытого вне сумо и традиционного театра.
Гёдзи носят традиционную японскую одежду придворного стиля эпохи Муромати. Существует строгий и детальный регламент, определяющий одежду и обувь судьи в зависимость от его уровня, что позволяет опытному глазу очень точно определить ранг по внешнему виду и цветам деталей. Так, в младших лигах судьи босые и просто одетые. Напротив, носки, а затем и сандалии разрешены только самым высокопоставленным гёдзи. Обязательным атрибутом гёдзи является веер — гумбай.

### Правила
В сумо запрещено бить иначе, чем открытой ладонью, а также по глазам и в область гениталий. Запрещено хватать за волосы, уши, пальцы и закрывающую гениталии часть маваси. Нельзя проводить удушающие захваты. Всё прочее разрешено, поэтому в арсенал борцов входят пощёчины («харитэ»), толчки, захваты за любые разрешённые части тела и особенно поясов, упор ребром ладони в горло («нодова»), а также броски, разного рода подножки и подсечки. Поединок начинается с одновременного рывка борцов друг навстречу другу, с последующим столкновением («татиа́й»). Хорошим тоном, равно как и более успешной тактикой, считается наступательная борьба. Трюки, основанные на увёртках (например, такие, как «татиай-хэнка», уклонение от контакта в начале поединка), хотя и являются допустимыми, не считаются красивыми. В силу большого разнообразия приёмов, редко кто владеет их полным арсеналом, поэтому бывают борцы, более склонные или к захватам и борьбе в поясе (например, одзэки Кайо), или, напротив, к борьбе толчками на расстоянии (например, Тиётайкай).
Для определения победителя каждой схватки используются два основных правила:
- коснувшийся первым земли любой частью тела, кроме стоп, считается проигравшим.
- коснувшийся первым земли за пределами круга считается проигравшим.

Телом считается всё, вплоть до кончиков волос, в том числе и пояс, кроме подвесок-«сагари». Правила оговаривают особые случаи, когда победителем объявляют коснувшегося земли первым. Это возможно, если в этот момент соперник уже находился в заведомо проигрышном, безвыходном положении и ничего не мог предпринять в ответ: его оторвали от земли и унесли (или бросили) за границу круга, или против него уже проведён иной приём, результат которого на тот момент совершенно очевиден. Оговорка известна как «принцип мёртвого тела». Принцип позволяет снизить риск травм атакующих борцов, в частности, давая им возможность подстраховаться при своих падениях. Кроме того, победа сразу присуждается тому, против кого был проведён запрещённый приём, например, захват за волосы.
Сразу же после завершения схватки судья на дохё (гёдзи) указывает на победителя, поворачивая свой веер в ту сторону дохё, с которой борец начинал поединок. Гёдзи обязан сделать это всегда и без задержки, даже если результат неочевиден. Решение судьи может быть оспорено общим советом четырёх круговых судей («симпан») и главного судьи («симпантё»), сидящих вокруг дохё и вмешивающихся в действия гёдзи, если он, на их взгляд, недосмотрел или ошибся. Для разбирательства боковым судьям может быть доступен видеоповтор. В случае, если победитель не может быть установлен и после совещания, назначается повторная схватка (торинаоси). До 1928 года в такой ситуации фиксировалась ничья (адзукари).
Часто поединок продолжается всего несколько секунд, так как один из борцов быстро вытесняется другим из круга, или сбивается с ног броском или подсечкой. В редких случаях поединок может длиться и несколько минут. Особенно продолжительные поединки могут быть приостановлены для того, чтобы борцы могли перевести дух или подтянуть ослабевшие пояса. При этом позиция и захват чётко фиксируются гёдзи, с тем, чтобы точно восстановить взаимное положение борцов на дохё после тайм-аута.

### Жизнь борца
В комнаты сумо учеников принимают по окончании средней школы. Кроме того, сумо пополняется любителями, как правило, по окончании ими университета, если они смогли проявить себя. Показывающие хорошие результаты любители начинают выступления сразу с третьего дивизиона (макусита). Верхний предел возраста — 23 года для дебютантов и 25 для любителей из студенческого сумо.
Поступив в хэя, борец принимает особый борцовский псевдоним, сикона, под которым и выступает (хотя некоторые борцы выступают и под своим настоящим именем, как, например, Эндо). Сикона также может приниматься через некоторое время после начала карьеры; борец может и сменить сикону. Строгих правил здесь нет, но во многих школах есть свои традиции составления таких псевдонимов — например, в Касугано-бэя сиконы традиционно начинаются с иероглифа 栃 («конский каштан», читается как «тоти») в честь возглавлявшего школу с 1925 по 1959 год 27-го ёкодзуны Тотигиямы, происходившего из префектуры Тотиги. Борцов сумо называют также сумотори и рикиси.
Формирование тела борца происходит исключительно в процессе тренировок за счёт увеличения мышц и наращивания веса. Этой цели посвящён сам распорядок дня. Подъём с первыми лучами солнца, утренний туалет, затем натощак начинается изнурительная пятичасовая тренировка, требующая полной отдачи сил и предельной концентрации. После тренировки борцы принимают горячую ванну и обязательно плотно едят, обычно без ограничений, а также не отказывают себе в спиртном. После еды — трёхчасовой сон, затем кратковременная тренировка и лёгкий ужин.
Согласно приведённым в декабре 2013 года исследованиям 70 борцов двух высших дивизионов, доля жира в массе тела составляет от 23 % до 39 %. Однако средний уровень жира для сумотори из всех лиг всего 14 %. Для сравнения, у взрослых японцев этот показатель равен 15—19 %. Самым «жирным» оказался Аоияма, а одним из самых «сухих» — ёкодзуна Харумафудзи.
Доступность борцу жизненных благ определяется его успехами. От достигнутого борцом уровня зависит, какую одежду и обувь можно носить, можно ли пользоваться мобильным телефоном, интернетом, спать в общей палате, своей комнате или вообще жить за пределами хэя и т. д. Тот же уровень определяет вид и объём хозяйственных обязанностей — так, раньше всех встают, убирают и готовят еду младшие по званию борцы. Они же прислуживают старшим в бане и за едой. Считается, что такой уклад создаёт серьезный стимул: если хочешь повысить свой статус и не делать чёрной работы — лучше тренируйся, выступай сильнее.
После аварии Митоидзуми борцам любого уровня было запрещено самостоятельно водить автомобиль. Нарушившего это правило ждёт наказание, так, уличённый 2007 году Кёкутэнхо был дисквалифицирован на один турнир, что означало существенную потерю в ранге, а Осунаараси, в 2018 году управлявший машиной без водительских прав и ставший виновником ДТП, вообще был вынужден уйти в отставку. Обычно борцы ездят на такси или их возят на специальных микроавтобусах.

#### Масса борцов
В сумо нет весовых категорий, поэтому одним из определяющих факторов является масса борца. Почти все рикиси высокого ранга, кроме редких исключений, вроде Таканоямы, весят свыше 120 кг — иначе нельзя рассчитывать на успех. Обычно в сумо приходят юноши с весом около 100 кг. Средняя масса борцов сумо составляет около 120—130 кг. Так, рекордный тяжеловес Конисики (275 кг) более шести лет удерживал титул одзеки, а габаритные Акэбоно (225 кг) и Мусасимару (235 кг) достигли статуса ёкодзуна. С другой стороны, чрезмерно большой вес ещё не гарантирует успеха, так как вредит подвижности, повышает риск травм и сужает арсенал приёмов. Пример тому — Орора, перемещающийся между сандамме и макусита. Атлетичные «легковесы» (например, ёкодзуна Тиёнофудзи, одзэки Кирисима) могут иметь преимущество перед громоздкими «тяжеловесами» за счёт большей подвижности и изощрённой техники. Так, в январе 1996 в первом дивизионе макуути весьма популярный легковес Майноуми победил Конисики при почти трёхкратной разнице в весе (98кг против 273), а в январе 2012 года в четвёртом дивизионе сандамме Охара победил самого тяжелого из действующих сумотори Орору при почти четырёхкратной (70 кг против 265).
В любительском сумо может устанавливаться система весовых категорий.
В день сумоисты стараются потреблять около 20 000 калорий, едят они дважды в день. Суп, который чаще всего едят сумоисты для набора веса, называется Тянько-набэ, в котором содержится много белка. Для лучшего набора веса спать сумоисты ложатся после каждого приема пищи и довольно часто спят в масках, чтобы облегчить дыхание после обильного приема пищи.

#### Травмы и проблемы со здоровьем в сумо

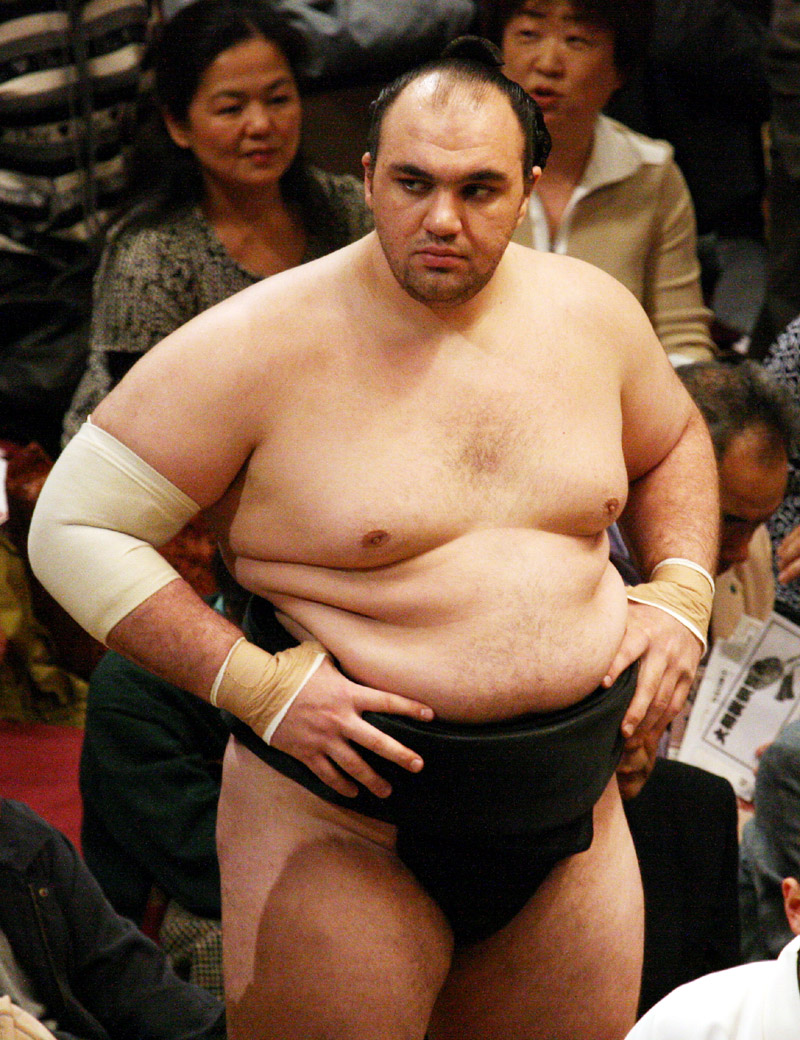
Рохо с забинтованным локтем

Поскольку сумо — контактная борьба тяжеловесов с пощёчинами, столкновениями, бросками и падениями, в сумо распространены травмы пальцев, суставов, позвоночника, мышц, рассечение бровей. При встречных столкновениях возможны сотрясение мозга и потеря координации, как при нокдауне и нокауте в боксе. Опасность травм тем более велика, что борьба ведется на примерно полуметровом возвышении, и плохо контролируемое падение с него после проведения приёма совершенно обычно. В порядке вещей получение травм на тренировках. Из-за больших габаритов и массы, опасными могут быть и бытовые травмы. Поскольку в профессиональной борьбе проводится 6 турниров в год, и, сверх того, между ними проводятся серии показательных выступлений, борцам часто не удаётся в полной мере восстановиться. Пропуск схватки на басё по любой причине расценивается как поражение, пропуск турнира (конечно, кроме показательных, где результат не влияет на рейтинг) — как поражение во всех его схватках, и это удерживает борцов от продолжительного лечения. Поэтому обычным зрелищем являются борцы с замотанным эластичным бинтом голеностопом, коленями, локтями, пластырями на пальцах, широким пластырем на плечах, спине. Существуют трудности со здоровьем, вызванные явно избыточным (но необходимым для борьбы) набранным весом: хронические болезни позвоночника, коленей, голеностопа, гипертония, нарушения обмена веществ (сахарный диабет, подагра). В ходе проведённого в 1973 году обследования у 96 борцов сумо сахарный диабет (хотя в Японии он понимается легким), подагра и гипертония были обнаружены у 5,2 %, 6,3 % и 8,3 % обследованных соответственно, что существенно выше данных в контрольной группе.
Во время поединка могут пострадать не только борцы, но, случайно, гёдзи или зрители из передних рядов, если на них кто-нибудь неудачно упадёт. Известны случаи, когда так травмировались другие борцы, готовившиеся возле дохё к следующему поединку.
Сильно вредят здоровью и неспортивные обстоятельства, например, частая необходимость пить спиртные напитки на многочисленных встречах со спонсорами, клубами поддержки хэя, праздниках по окончании турнира и прочих подобных собраниях.

## Организация

### Турниры и поединки
Официальные турниры профессионалов (басё) проводятся 6 раз в год, в Токио (январь, май, сентябрь) и по разу в Осаке (март), Нагое (июль) и Фукуоке (ноябрь). Басё начинается, как правило, во второе воскресенье нечетного месяца и длится 15 дней. Между турнирами борцы участвуют в различного рода выездных и благотворительных показательных турнирах.
Борцы старших лиг (макуути, дзюрё) проводят 15 поединков за басё, прочие — 7. Пары определяются накануне, на два дня вперед. Поскольку число поединков, проводимых борцом за турнир, гораздо меньше, чем число борцов его лиги («каку»), схватки не могут пройти вкруговую. В типичном случае, борец встречается с коллегами примерно того же уровня.
В поединке (кроме особых случаев, таких, как суперфиналы при равенстве результатов в последний день, «кэттэй-сэн») не могут встретиться борцы одной хэя, а также, хотя это явно не оговорено, родные братья, даже если они оказались в разных хэя. В прошлом такое требование распространялось на итимоны. По этой причине борцы очень сильной хэя могут иметь преимущество: для них уменьшается число сильных соперников.

### Призы и премии
Главный приз — Кубок Императора — получает из рук президента Ассоциации сумо победитель соревнований в высшем дивизионе макуути. В дополнение к этой награде чемпион принимает вознаграждение в размере 10 миллионов иен и многочисленные подарки от спонсоров.
Для секитори (борцов макуути и дзюрё) ежемесячно установлены следующие выплаты:
- Ёкодзуна — 2820000 иен;
- Одзэки — 2350000 иен;
- Сэкивакэ — 1640000 иен;
- Комусуби — 1290000 иен;
- Маэгасира — 1160000 иен;
- Дзюрё — 1100000 иен.

Борцы рангом ниже дзюрё не получают ежемесячных выплат, однако за каждый турнир получают басё (basho):
- Макусита — 500000 иен;
- Сандаммэ — 300000 иен;
- Дзёнидан — 200000 иен;
- Дзёнокути — 100000 иен.

Существуют и прочие выплаты и пособия, в частности:
- 25000 иен — всем секитори после каждого турнира в Токио;
- 150000 иен — каждому Ёкодзуна перед Токийским басё на покрытие расходов на изготовление новой цуна, надеваемой Ёкодзуна на дохё-ири.

После каждого турнира саньяку получает:
- Ёкодзуна — 200000 иен;
- Одзэки — 150000 иен;
- Сэкивакэ — 50000 иен;
- Комусуби — 50000 иен.

Победитель турнира получает:
- Макуути — 10000000 иен;
- Дзюрё — 2000000 иен;
- Макусита — 500000 иен;
- Сандаммэ — 300000 иен;
- Дзёнидан — 200000 иен;
- Дзёнокути — 100000 иен.

Также существуют три специальные премии по 2000000 иен каждая, присуждаемые по итогом басё.
Сверх перечисленных выше выплат, в профессиональном сумо существует особая накопительная бонусная система. Практически за каждое, большое или малое достижение, начиная с самого дебюта, сумотори получает определённое количество бонусных очков. Для сэкитори накопленные очки оборачиваются периодическими денежными выплатами. Борцы младших лиг очки накапливают, но таких выплат не получают. Список достижений, за которые начисляются бонусные очки, велик, в частности, они начисляются за:
- дебют;
- каждую победу, если на турнире показан катикоси;
- подъём в очередную лигу, за каждую лигу — по-своему;
- победу в лиге (каку);
- подъём в саньяку, в одзеки, в ёкодзуна;
- специальные призы;
- кимбоси — победу маэгасира над ёкодзуна.

Таким образом, ежетурнирные выплаты одзеки со стажем легко могут превысить 50 тыс. $.
Расчёт ежемесячного дохода конкретного рикиси из-за его сложности и бонусной накопительной системы непрозрачен для посторонних. В целом годовой доход ёкодзуна, включая сторонние заработки (например, реклама) примерно соответствует доходу футболиста мирового класса.

### Лиги и ранги в сумо
В профессиональном сумо существует шесть лиг, от младшей к старшей: дзёнокути, дзёнидан, сандаммэ, макусита, дзюрё и макуути. По-настоящему профессиональными являются две последних, все прочие считаются ученическими. Существует и «входная» лига маэдзумо, в которой все вновь поступившие учатся вместе основам борьбы, сопутствующих сумо искусств 
и истории.
Борцы высшей лиги макуути также делятся на ранги, от старшего к младшему:
- Старшие санъяку: 
  - Ёкодзуна
  - Одзэки
- Младшие санъяку: 
  - Сэкивакэ
  - Комусуби
- Хирамаку: маэгасира № 1, № 2 и так далее.

Борцы в каждой лиге ранжируются по номерам в порядке убывания ранга, а также получают привязку к одной из сторон света — востоку или западу. Исторически сумотори востока и северо-востока Японии представляли восток, а запада и юго-запада — запад. В современном сумо географического смысла у востока и запада нет, и такое деление отражает линейную иерархию рангов, при которой восток выше запада (пример рангов сверху вниз: сэкивакэ востока — сэкивакэ запада — комусуби востока). С повышением своего ранга рикиси получает более сильных соперников, таким образом, ранг (особенно удерживаемый стабильно) вполне отражает силу борца. Турнирный день открывают схватки рикиси низших рангов; закрывают — высших.  
Численность борцов в четырёх высших лигах фиксирована и на май 2022 года составляет: макуути — 42 борца, дзюрё — 28, макусита — 120, сандаммэ — 180. Количество борцов в дзёнокути и дзёнидан не фиксируется (в мае 2022 в дзёнидан состоят 224 борца, а в дзёнокути — 44). Японская ассоциация сумо время от времени меняет размеры лиг в зависимости от общего количества профессиональных сумоистов.
Борцы всех рангов макуути и дзюрё зовутся сэкитори (sekitori), борцы низших лиг зовутся деси (deshi).
Список борцов с соответствующими рангами носит название «бандзукэ» (яп. 番付) и публикуется за 13 дней до начала очередного басё (хотя и составляется сразу после предыдущего; его содержание держится всё это время в тайне, исключением является лишь информация о том, какие борцы переводятся из третьего дивизиона макусита во второй дивизион дзюрё и в обратном направлении).
Ранг борца на турнире определяется по результатам предыдущего турнира. По общему правилу, борцы, показавшие преобладание побед (яп. 勝ち越し, «катикоси» — в дивизионах макуути и дзюрё, где борцы проводят по 15 схваток за турнир, это 8 и более побед, в прочих дивизионах - 4 и более) повышаются, а показавшие преобладание поражений (яп. 負け越し, «макэкоси» — 7 (3) и менее побед) понижаются. Борцы, показавшие макэкоси и при этом занимавшие низкую позицию в своём дивизионе либо имевшие очень большое преобладание поражений или пропусков, переводятся на следующий турнир в более низкий дивизион, им на смену поднимается соответствующее количество показавших катикоси борцов этого дивизиона. Однако строгих формальных правил на все эти перемещения нет, ранги присваиваются специальной комиссией, учитывающей различные факторы. Борцы низшего дивизиона дзёнокути могут быть повышены в ранге даже в случае макэкоси. Особые правила существуют для присвоения высших званий ёкодзуна и одзэки.
Бо́льшая часть спортсменов макуути (более 30) носят младшее звание «маэгасира», это также единственное в высшем дивизионе звание с порядковым номером: ближе всех к комусуби 1-й маэгасира востока. Число маэгасир определяется по остаточному принципу как число борцов макуути минус саньяку.
Остальные ранги макуути входят в понятие «санъяку» (яп. 三役). Дословно оно переводится как «три ранга»: ёкодзуна считается продвинутым одзэки. Два этих ранга составляют «старших санъяку», сэкивакэ и комусуби — «младших». Каждый, добившийся звания санъяку, получает право на вступление в Японскую ассоциацию сумо. Они также исполняют почётные церемониальные обязанности на открытии и закрытии басё, на встречах с важными персонами, например, с императором. Официальная заработная плата сэкитори зависит от ранга, и разрыв наиболее велик между старшими и младшими санъяку. Старшие также имеют право голоса на выборах президента Ассоциации, права на дополнительных адъютантов-рикиси. Обычно званиями сэкивакэ и комусуби обладают по два рикиси, их может быть больше (например, в бандзукэ на ноябрьский турнир 2019 года — 4 комусуби), минимум — по одному. Одзэки и ёкодзун может быть разное количество, в макуути никогда не было меньше двух старших санъяку. В случае, когда в макуути оказывается меньше двух действующих одзэки и при этом есть ёкодзуны, то лучший ёкодзуна стороны света, где нет одзэки, обозначается в бандзукэ как «ёкодзуна-одзэки». Такая ситуация имела место, в частности, на сентябрьском басё 1981 года, когда в бандзукэ было 3 действующих ёкодзуны и ни одного одзэки. Китаноуми был ёкодзуной-одзэки востока, а Тиёнофудзи — ёкодзуной-одзэки запада.
Звание ёкодзуны, как правило, присваивается борцу в звании одзэки после двух выигранных басё подряд; кроме того, оцениваются сила, искусство и изящество кандидата. В отличие от всех остальных, ёкодзуна не может быть понижен в звании; вместо этого ёкодзуна, который уже не может поддерживать высокий уровень выступлений, как правило, сам уходит в отставку.
Звание одзэки может быть присвоено сэкивакэ, выигравшему не менее 30 схваток на трёх последних турнирах (обычно необходимо 32-33), в том числе не менее 10 на самом последнем. Одзэки понижается в звании после макэкоси на двух турнирах подряд; статус одзэки после макэкоси на одном турнире носит название «кадобан». Если сразу после понижения в звании борец выиграет 10 и более схваток на очередном басё, он восстанавливается в звании одзэки; в дальнейшем это звание может быть присвоено ему на общих основаниях.

### Современная организация профессионального сумо в Японии
Основной ячейкой сумо является «комната», иначе называемая «Хэя». По состоянию на апрель 2018 года всего существуют 46 хэя. Во главе комнаты стоит её владелец, «старший ояката», иначе — «сисё», в подчинении которого находятся младшие тренеры — «ояката», борцы и технический персонал. К хэя также приписаны парикмахеры «токояма», прислужники «ёбидаси» и судьи «гёдзи». Для тренерской работы владелец комнаты и её тренеры должны приобрести (так или иначе получить от прежнего обладателя) личную лицензию, каждая из которых имеет своё имя и долгую историю. Число лицензий исторически ограничено (их 105), среди них есть более и есть менее престижные. На словах, с лицензией невозможны никакие сделки, как то купля, продажа, залог, однако есть свидетельства того, что лицензия всё же имеет цену. Именно ояката, имеющие именные лицензии, и составляют круг владельцев всего бизнеса. В ряде случаев, фактический владелец лицензии может передать её другому лицу во временное пользование на определённых условиях, если сам лицензией не пользуется — он является действующим борцом, наследником, новоиспечённым пенсионером или просто имеет не одну лицензию, такое тоже возможно.
Хэя объединены в несколько групп, называемых «итимон». Существуют единичные хэя, не входящие в итимоны, однако для полноценного существования они, как правило, сотрудничают с одним из них. Итимоны объединяются в Ассоциацию Сумо. Ассоциация имеет свои органы управления, занимающиеся организацией соревнований, обучением, судейством, присвоением званий, финансовой деятельностью и т. п., во всех этих органах заняты ояката. Во главе ассоциации находится избранный председатель Совета директоров. Действующий глава Ассоциации — Хаккаку Нобуёси.
Ассоциация управляет значительной частью привлекаемых средств, распределяя их между хэя сообразно уровню выступления их борцов. Кроме того, хэя могут получать финансирование и из сторонних источников, например, спонсорских групп или через одобренных Ассоциацией рекламодателей.
Жизнь ассоциации регулируется множеством неписаных правил.

### Договорные поединки в сумо
До самого последнего времени существование платных договорных схваток или безвозмездной «взаимопомощи» борцов не было доказано. Тема была любима «жёлтой прессой», подозрения чаще всего были основаны на том факте, что борцы выступают заметно лучше, если поединок для них много значит (например, при счёте 7-7). C другой стороны, такое явление можно было объяснить высокой мотивацией борца. В конце января 2011 года разразился скандал, когда полиция, изучая (совершенно по иному поводу) SMS на телефонах некоторых борцов, обнаружила сообщения, недвусмысленно свидетельствующие о договорных поединках за деньги. Суммы исчислялись тысячами долларов. Разгоревшийся скандал привел к исключительным последствиям, так, отменён мартовский весенний турнир в Осаке (Хару басё) 2011 года и все показательные выступления (дзюнгё) 2011 года. Этот факт свидетельствует о колоссальных проблемах — турниры отменяются крайне редко, в последний раз регулярный турнир отменялся в 1946 году из-за послевоенных трудностей разорённой страны. Всю предшествующую войну, даже после атомных бомбардировок, турниры не отменялись.

## Виды

### Любительское сумо
В 1980 году Федерация сумо Японии провела Первый Всеяпонский любительский чемпионат, на который пригласили команды из-за рубежа для повышения конкуренции. В результате состоялся первый международный любительский турнир по сумо. С этого момента количество иностранных команд, участвующих в этом событии, каждый год увеличивалось, а в июле 1983 года Япония и Бразилия создали организацию, ставшую предшественником современной Международной федерации сумо (IFS). В 1985 году, в связи с увеличением числа команд участниц, название турнира изменилось на Международный чемпионат по сумо. В 1989 в Сан-Паулу прошёл юбилейный 10-й чемпионат. 10 декабря 1992 года в ознаменование создания IFS, название чемпионата вновь изменилось.
Первый Чемпионат мира по сумо, проведённый под эгидой IFS, собрал в общей сложности 73 участника из 25 различных стран. Турнир стал ежегодным, а число участвующих стран продолжает расти. Чемпионат мира проводится в личном и командном зачётах. Спортсмены разделены на четыре весовые категории: легкий, средний, тяжелый вес и абсолютная весовая категория.
В 1995 году были созданы пять континентальных федераций любительского сумо, которые проводят отборочные турниры за право участия в чемпионате мира. В настоящее время IFS насчитывает 84 страны-участницы. В 1997 году был проведён первый чемпионат мира по сумо среди женщин. Федерация активно пропагандирует женское сумо.

## Иностранцы в сумо
Хотя в сумо издавна выступали ассимилированные корейцы, настоящей отправной точкой процесса интернационализации следует считать 1964 год, когда на дохе появился американский сумотори Такамияма, в миру известный под именем Джесси Кухаулуа. Родившийся на Гавайских островах борец стал первым иностранцем, завоевавшим императорский кубок. Он достиг уровня сэкиваке, что есть признак вполне успешной карьеры, и был очень популярен. Он же стал первым иностранцем, возглавившим хэя. Вслед за ним и под его влиянием, в сумо появились такие видные борцы, как Конисики, Акэбоно (лучший ученик Такамиямы) и Мусасимару. Множество иностранных борцов, в частности, китайцы, американцы, бразильцы, аргентинцы и даже сенегальцы, не преуспели и остались незамеченными. С конца XX — начала XXI века наиболее заметен приток борцов из Монголии, а также с Кавказа. Первый одзэки европейского происхождения и первый европеец, выигравший Императорский кубок, Котоосю Кацунори — болгарский профессиональный борец сумо в ранге одзэки.
Ограничения на число иностранцев постоянно ужесточаются. Введённая общая квота (40 человек) была позже заменена на требование: один человек в хэя. В феврале 2010 года совет директоров Ассоциации ещё более ужесточил условия приёма иностранцев: борец считается иностранцем не по гражданству, а по происхождению. Это требование окончательно закрывает лазейку для оякат, ранее прибегавшим к ухищрениям — собиравших по общей квоте целые землячества (как школа Оосима) или переводящих борцов в японское подданство. Новое ограничение начало действовать по окончании традиционного весеннего набора 2010 года. Отчасти, доступ иностранцев ограничен и предельным возрастом дебютанта, 23 года. Поскольку иностранец поступает в борцы на общих основаниях, проявившие себя любители-неяпонцы весьма часто рискуют не успеть или попадают «на последнюю ступеньку последнего вагона». На практике квота приводит к казусам, например, в разные хэя попадают братья, которые предполагали тренироваться вместе — Рохо и Хакурозан. Существуют хэя, принципиально не принимающие иностранцев, но существуют и хэя, представляющие собой рассадники иностранцев, например, Оосима и Тацунами, активно привлекающие монголов. Квоты не спасают от засилия иностранцев в высших лигах, так, на ноябрьском басё 2010 года в высшей лиге макуути было 20 борцов иностранного происхождения (из 45 позиций), из них в саньяку (звания комусуби и выше) — 7 (из 9 позиций), в том числе трое одзэки из четырёх и единственный ёкодзуна. В январе 2016 года японский борец (Котосёгику) впервые за последние 10 лет завоевал Императорский кубок (до него в последний раз это сделал в январе 2006 года Тотиадзума). Японец выходил на дохё в звании ёкодзуны в последний в январе 2003 (Таканохана), а всё 3 ёкодзуны по состоянию на январь 2016 — были монголы, в марте 2017 года на дохё вышел ёкодзуна — японец Кисеносато.
Ограничения имеют под собой основания, так как принято считать, что сумо — не только и не сколько спорт, и приток иностранцев, с чуждыми манерами и взглядом на вещи, способен нарушить присущий сумо чисто японский дух. Это, как следствие, якобы снизит интерес к сумо в Японии и, в конечном счёте (хотя об этом и не принято говорить открыто), доходы Ассоциации. С другой стороны, неоднократно именно иностранцы, такие, как Мусасимару и Акэбоно, а затем Асасёрю, сильно подогревали интерес к сумо, как в Японии, так и в мире.
Иностранец не обладает правами борца в полной мере. Так, иностранные ёкодзуна и одзэки, в отличие от японских коллег, не имеют права голоса в Ассоциации. Без перехода в японское подданство иностранец не может, после отставки, остаться тренером.
В последнее время[когда?] иностранцы были вовлечены в ряд скандалов, приведших к их дисквалификации: Кёкутэнхо был дисквалифицирован на турнир за вождение автомобиля, Асасёрю — на два турнира за публичную игру в футбол, при том, что он не участвовал в официальных показательных выступлениях, как травмированный, а трое российских борцов — Ваканохо, Рохо, Хакурозан — пожизненно, после скандала, связанного с предполагаемым употреблением ими (а Ваканохо — ещё и доказанным хранением) марихуаны. Последний случай имел большой резонанс и привел к отставке председателя Совета директоров Ассоциации, ояката Китаноуми.

### Сумо и республики бывшего СССР
Отцом ёкодзуна, победителя 32 басё Тайхо Коки был украинский эмигрант Маркиан Борышко. Тайхо родился в 1940 году на Южном Сахалине (в то время принадлежавшем Японии) в Поронайске (Сикука) в смешанной семье. Мальчика назвали Иваном. После окончания Второй мировой войны, Коки с матерью-японкой переселились на остров Хоккайдо, а его отец был арестован советскими властями. Тайхо не считали иностранцем, так как он родился на японской земле и был вполне японцем по воспитанию.
В 1965 году Японская ассоциация сумо в честь годовщины восстановления японо-советских дипломатических отношений выбрала СССР для первого зарубежного фестиваля сумо. Борцы выступили с показательными выступлениями в Хабаровске и Москве. Ёкодзуна Тайхо был в составе делегации, но не смог увидеть своего отца, который умер за пять лет до того в Южно-Сахалинске.
После окончания карьеры Тайхо старался наладить дружественные отношения между Японией и странами бывшего СССР, в первую очередь с Украиной. Он основал ассоциацию сумо в Харькове, городе, уроженцем которого был его отец.
В профессиональном сумо в Японии участвуют и россияне: Алан Габараев (Аран, в 2007—2013, высший ранг — сэкиваке), Николай Иванов (Амуру, в 2002—2018, высший ранг — маэгасира 5), Анатолий Михаханов (Орора, в 2000—2018, высший ранг — макусита-43), Рога (Амарсанаа Амартувшин, с 2018, высший ранг — дзюрё-4).
Кроме того, в сумо принимают участие ещё несколько борцов из стран-бывших республик СССР: грузины Левани Горгадзе (Тотиносин, в 2006–2023, высший ранг — одзэки), Теймураз Джугели (Гагамару, в 2005—2020, высший ранг — комусуби), Мераб Леван Цагурия (Коккай, в 2001—2012, высший ранг — комусуби), Мераб Георг Цагурия (Цукасауми, в 2005—2006, высший ранг — сандамме-18); эстонцы Кайдо Хёвельсон (Баруто, в 2004—2013, высший ранг — одзэки), Отт Юрикас (Китаоджи, в 2004, высший ранг — дзёнидан-114); казахи Суюныш Худибаев (Казафудзан, в 2003—2014, высший ранг — макусита-10) и Ерсин Балтагул (Кимбодзан, с 2021, высший ранг - маэгасира 5), украинец Сергей Соколовский (Сиси, с 2020, высший ранг — макусита-2).
Иногда в домах, где тренируются борцы сумо, и на некоторых турнирах можно услышать русскую речь. В настоящее время два ёкодзуны и один из четырёх одзэки (чемпионов) — монголы, один одзэки — болгарин. Согласно японской прессе (Asahi Newspaper, 29/09/2006), они часто используют русский, чтобы общаться между собой. Братья Борадзовы были гостями на уроках русского языка, транслируемых NHK в 2005 году.